# Mexiko na Letních olympijských hrách 1996
Mexiko se účastnilo Letní olympiády 1996. Zastupovalo ho 98 sportovců (70 mužů a 28 žen) v 19 sportech.

## Medailisté
| Medaile | Jméno           | Sport    | Soutěž              |
| ------- | --------------- | -------- | ------------------- |
| Bronz   | Bernardo Segura | Atletika | Muži chůze na 20 km |